# Siphonidium geminum
Siphonidium geminum är en svampdjursart som först beskrevs av Schmidt 1879.  Siphonidium geminum ingår i släktet Siphonidium och familjen Siphonidiidae.
Artens utbredningsområde är Mexikanska golfen. Inga underarter finns listade i Catalogue of Life.